# Epacris limbata
Epacris limbata là một loài thực vật có hoa trong họ Thạch nam. Loài này được K.J.Williams & F.Duncan mô tả khoa học đầu tiên năm 1991.